# Boloria neopales
Boloria neopales är en fjärilsart som beskrevs av Nakahara 1926. Boloria neopales ingår i släktet Boloria och familjen praktfjärilar. Inga underarter finns listade i Catalogue of Life.